# Goleš (Bosilegrad)
Goleš (cirill betűkkel, bolgárul: Голеш), falu Szerbiában, a Pcsinyai körzetben, a Bosilegradi községben.

## Népesség
| Lakosok száma | 71   | 41   | 36   | 29   |
|               | 1981 | 1991 | 2002 | 2011 |

- 1948-ban 135 lakosa volt.
- 1953-ban 138 lakosa volt.
- 1961-ben 126 lakosa volt.
- 1971-ben 113 lakosa volt.
- 1981-ben 71 lakosa volt.
- 1991-ben 41 lakosa volt
- 2002-ben 36 lakosa volt,[1] akik közül 18 bolgár (50%), 8 szerb (22,22%), 8 macedón (22,22%), 1 jugoszláv.[2]